# Milan, Georgia
Milan [ˈmaɪlən] är en ort i Dodge County, och Telfair County, i Georgia. Vid 2010 års folkräkning hade Milan 700 invånare.